# 科馬里茨凱
50°55′25″N 34°11′59″E / 50.92361°N 34.19972°E
科馬里茨凱（烏克蘭語：Комарицьке）是位於烏克蘭東北部的村莊，由蘇梅州蘇梅區的米科拉伊夫卡镇级市镇負責管轄。該村距離亞歷山德里夫卡和托夫斯塔2公里，海拔高度177米，2001年人口256。